# 점동로 (김포시)
점동로(Jeomdong-ro)는 김포시 월곶면 고막리에서 갈산리까지 연결하는 김포시도로, 총 연장은 1.374 km이다. 도로의 명칭이 유래된 것은 마을 명칭을 이용하여 점동로로 명명되었기 때문이다.

## 역사
- 2009년 12월 17일 : 도로명으로 점동로를 고시

## 지리

### 주요 경유지
- 김포시
  - 월곶면 (고막리 - 군하리 - 갈산리)

### 접촉하는 도로
- 애기봉로 (국가지원지방도 제56호선)
- 월하로

### 주요 건물 및 시설
- 삼해상사 김포공장 (점동로 111/갈산리 245-32)